# Любимовский сельский совет (Вольнянский район)
Любимовский сельский совет (укр. Любимівська сільська рада) — входит в состав
Вольнянского района
Запорожской области
Украины.
Административный центр сельского совета находится в 
с. Любимовка.

## Населённые пункты совета
- с. Любимовка
- с. Веселотерноватое
- с. Вишняки
- с. Вольнянка
- с. Гарасовка
- с. Грозное
- с. Дерезовка
- с. Новотроицкое
- с. Петровское
- с. Скелеватое